# Мария Терезия
Мари́я Тере́зия Вальбурга Амалия Кристина (нем. Maria Theresia Walburga Amalia Christina; 13 мая 1717[…], Хофбург, Эрцгерцогство Австрия, Священная Римская империя — 29 ноября 1780[…], Вена, Эрцгерцогство Австрия, Священная Римская империя[…]) — эрцгерцогиня Австрии, королева Венгрии с 25 июня 1741, королева Богемии с 20 октября 1740 (имела эти титулы лично, по наследству). Супруга, а затем вдова Франца I Стефана Лотарингского, избранного императором в 1745 году.
Основательница Лотарингской ветви династии Габсбургов. Царствование Марии-Терезии — время Просвещения и активных реформ. Она входит в число представителей династии, пользовавшихся наибольшей популярностью.
Среди её детей — два императора, Иосиф II и Леопольд II, а также французская королева Мария-Антуанетта и королева Сицилии Мария-Каролина.

## Политические события царствования
Старшая дочь императора Карла VI и его супруги Елизаветы Кристины Брауншвейг-Вольфенбюттельской, его наследница в силу Прагматической санкции, получила чисто мужское воспитание, подготовившее её к управлению обширным государством. В 14 лет она уже присутствовала на заседаниях государственного совета. 12 февраля 1736 года вышла замуж за герцога лотарингского Франца Стефана. Вступив на престол (1740), она с первых же дней очутилась лицом к лицу со множеством претендентов на «австрийское наследство», не желавших уступать ей своих прав (см. Война за австрийское наследство). Аахенский мир в 1748 году разрешил этот вопрос в пользу Марии-Терезии, потерявшей, однако, Силезию.
Мария-Терезия была коронована венгерской королевой 25 июня 1741 года в готическом соборе святого Мартина в городе Пресбург (сейчас Братислава, столица Словацкой республики).
В 1745 году супруг Марии-Терезии был коронован императором под именем Франца I. В Семилетней войне (1756—1763) Мария-Терезия приняла участие с целью отвоевать Силезию, но потерпела неудачу; Силезия осталась во власти Фридриха II. В 1765 году умер император Франц I, и овдовевшая Мария-Терезия назначила соправителем своего сына (императора Иосифа II), ограничив, впрочем, его деятельность придворными, финансовыми и военными делами, но и в этих вопросах Иосиф II не имел полной самостоятельности. В 1772 году Мария-Терезия приняла участие в первом разделе Речи Посполитой, в результате которой к Австрии была присоединена Галиция. Угрозами она принудила Османскую империю уступить ей Буковину (1775). В 1778 году Мария-Терезия изъявила притязание на «баварское наследство»; последовавшее за этим столкновение окончилось Тешенским миром, по которому Австрийский дом получил область Инна (с центром в городе Браунау-ам-Инн).

## Внутренние реформы
Особенно важной была деятельность Марии-Терезии во внутреннем управлении страной. Все время, свободное от войн, она употребляла на проведение реформ в администрации, где царили взяточничество и всевозможные беззакония, на упорядочение финансов, на улучшение судебных порядков и законодательства, на реорганизацию австрийской армии, пришедших в большой упадок. До Марии-Терезии Австрия была одной из самых отсталых стран во всех отношениях. Школы и печать всецело находились во власти иезуитов. Правительство боялось затронуть устаревшие порядки в администрации, суде и финансовом ведомстве и потому сквозь пальцы смотрело на злоупотребления чиновников. Будучи ревностной католичкой, противницей реформаторских идей XVIII века и сторонницей клерикально-аристократического абсолютизма, Мария-Терезия, тем не менее, в силу внешних обстоятельств была вынуждена в государственных интересах ввести в подвластные ей области необходимые реформы. Эти реформы коснулись главным образом чешско-германских наследственных земель и не затронули Венгрии, так как последняя выговорила себе сохранение старых порядков. Главными помощниками Марии-Терезии в деле реорганизации были граф Гаугвиц, граф, впоследствии князь Кауниц, и граф Хотек. Граф Гаугвиц, занимавший пост министра внутренних дел, водворил в государстве, по словам Марии-Терезии, порядок вместо хаоса. Феодальная власть помещиков была ограничена и подчинена контролю государственной власти. Много внимания обращала Мария-Терезия на улучшение земледелия (введение новых культурных растений, например картофеля), на поддержание ремесел и промыслов, развитие фабричного производства, расширение внутренней и внешней торговли, открытие новых консульств, портов, мест сбыта и т. д.

### Культура
Она заботилась о процветании наук и искусств, в чём ей деятельно помогал Герард ван Свитен: учреждала университеты, высшие школы для рисования, живописи и архитектуры, реформировала гимназии, положила начало образованию простого народа (нем. Schulordnung), довела общее число школ до 6000, основала публичные библиотеки в Праге и Инсбруке, устроила превосходные обсерватории в Вене, Граце и т. д. Соглашаясь с позицией Кауница, она ограничила влияние церкви на народное просвещение и усилила значение в этой области государственной власти. Иезуитский орден все более и более подчинялся в своей воспитательной деятельности руководству государственной власти, пока в 1774 г. вовсе не был уничтожен Климентом XIV.
При своей любви к искусству Мария-Терезия предпочитала не тратить лишние деньги. После вступления на престол она резко сократила численность придворного оркестра и урезала жалование музыкантам. До этого скрипач и композитор Джованни Антонио Пьяни в качестве рядового музыканта получал ежегодно 1800 гульденов, впоследствии он стал капельмейстером, но его жалование, однако, было сокращено до 1200 гульденов.

### Финансы
В области финансов особенно много сделал для Австрии граф Иоганн Карл Хотек: лишь благодаря его умелому управлению финансами Мария-Терезия могла вести Семилетнюю войну. Введено было более правильное распределение налогов, к уплате их привлечены и привилегированные сословия — дворянство и духовенство; произведена кадастрация земли на основании измерения земельных владений и классификации платящего населения.

### Государственные органы
В 1749 г. положено начало разделению судебной и административной власти; к ведению последней были присоединены и финансы. В 1752—1763 гг. были устроены три отдельные ведомства, или министерства:
1. соединённое чешско-австрийское, для германских, австрийских и чешских коронных земель,
2. высшая судебная инстанция (die oberste Justizstelle)
3. придворная палата, которой подведомственны были все финансовые учреждения.

Верховным учреждением, к которому сводились все остальные, с 1753 г. стала «Haus-Hof-und Staatskanzlei», a в 1760 г., по плану Кауница, был учреждён государственный совет, как главное орудие административной централизации и административного контроля.

### Кодификация законов
С 1753 г. начались работы по выработке общего гражданского свода законов, ставившего собой цель заменить собой местное обычное право. Для этой цели созвана была комиссия, труды которой легли в основу австрийского законодательства 1811 г. В 1767 г. был издан Терезианский кодекс, а через год новый уголовный свод законов, «Nemesis Theresiana», в котором ещё упоминается, хотя в значительно смягченной форме, о применении пыток, окончательно запрещённом в 1776 г. Также был издан кодекс судопроизводства и положены основания торгового и вексельного права.

## Брак и дети
В 1736 году Мария-Терезия вышла замуж за герцога лотарингского Франца Стефана. В этом браке родились:
| №  | Изображение | Имя               | Рождение         | Смерть           | Комментарии |
| -- | ----------- | ----------------- | ---------------- | ---------------- | --- |
| 1  |             | Мария Елизавета   | 5 февраля 1737   | 6 июня 1740      | умерла в детстве |
| 2  |             | Мария Анна        | 6 октября 1738   | 19 ноября 1789   | аббатиса в Праге |
| 3  |             | Мария Каролина    | 12 января 1740   | 25 января 1741   | умерла в младенчестве |
| 4  |             | Иосиф             | 13 марта 1741    | 20 февраля 1790  | император Иосиф II, был дважды женат, от первого брака родились две дочери (обе умерли в младенчестве)                   |
| 5  |             | Мария Кристина    | 13 мая 1742      | 24 июня 1798     | в 1765 году вышла замуж за Альбрехта Саксен-Тешенского, единственная дочь родилась мертвой                               |
| 6  |             | Мария Елизавета   | 13 августа 1743  | 22 сентября 1808 | аббатиса в Инсбруке с 1781 года                                                                                          |
| 7  |             | Карл Иосиф        | 1 февраля 1745   | 18 января 1761   | умер от оспы, не оставив наследников                                                                                     |
| 8  |             | Мария Амалия      | 26 февраля 1746  | 9 июня 1804      | в 1769 вышла замуж за Фердинанда, герцога Пармского, от этого брака родилось 9 детей (5 умерло в детстве)                |
| 9  |             | Леопольд          | 5 мая 1747       | 1 марта 1792     | император Леопольд II, был женат на Марии Луизе Испанской                                                                |
| 10 |             | Мария Каролина    | 17 сентября 1748 | 17 сентября 1748 | родилась мёртвой |
| 11 |             | Мария Йоганна     | 4 февраля 1750   | 23 декабря 1762  | умерла от оспы, не оставив наследников                                                                                   |
| 12 |             | Мария Йозефа      | 19 марта 1751    | 15 октября 1767  | умерла от оспы, не оставив наследников                                                                                   |
| 13 |             | Мария Каролина    | 13 августа 1752  | 7 сентября 1814  | в 1768 вышла замуж за Фердинанда I, короля Обеих Сицилий, от этого брака родилось 16 детей (9 умерло в детстве)          |
| 14 |             | Фердинанд         | 1 июня 1754      | 24 декабря 1806  | герцог Модены, был женат на Марии Беатрисе Рикарде д’Эсте, от этого брака родилось 10 детей (трое умерло в младенчестве) |
| 15 |             | Мария Антуанетта  | 2 ноября 1755    | 16 октября 1793  | в 1770 году вышла замуж за короля Франции Людовика XVI, казнена на гильотине                                             |
| 16 |             | Максимилиан Франц | 8 декабря 1756   | 27 июня 1801     | гроссмейстер Тевтонского ордена с 1780 года, курфюрст Кёльнский и епископ Мюнстерский с 1784 года                        |

## Характеристика
Умирая, Мария-Терезия оставила своё государство значительно продвинувшимся по пути благоустройства, с армией в 260 000 человек и со значительно возросшим престижем в Европе. Энергичная, деятельная, умная, Мария-Терезия обладала большим тактом и обаятельной прелестью обращения, действовавшими чарующим образом на окружающих. «Мало зная сама, — писал Мишле, — она умела окружать себя способными людьми, руководившими её политикой». Узнав о её кончине, Фридрих II с горечью написал французскому философу Д’Аламберу: «Мне прискорбна смерть императрицы-королевы. Она делала честь трону и своему полу. Я воевал с ней, но я никогда не был её врагом».
В частной жизни она была безукоризненной женой и матерью; имела 16 детей, из которых 10 пережили её. В Вене воздвигнут великолепный памятник в честь Марии-Терезии и её ближайших соратников.
Во время Второй мировой войны была создана 22-я кавалерийская дивизия СС «Мария Терезия», сформированная в основном из фольксдойче, проживавших на территории бывшей Австро-Венгрии и обожавших императрицу.
В честь Марии-Терезии назван астероид (295) Терезия, открытый в 1890 году.

## В культуре
- «Мария-Антуанетта» (США, 1938). В роли Марии Терезии — Альма Крюгер.
- «Мария-Антуанетта» (Япония—США—Франция, 2006). В роли Марии Терезии — Марианна Фейтфулл.
- «Мария-Терезия» — (сериал 2017 года, совместный телепроект Австрии, Венгрии, Словакии и Чехии), в роли Марии-Терезии — Мария-Луиза Штокингер (Marie-Luise Stockinger).
- Мария-Антуанетта (сериал 2022), Франция, реж. Жоффрей Энтховен, в роли Марии-Терезии - Марта Келлер